# 林豐正
林豐正（1940年3月20日—），中華民國政治人物，中國國民黨籍。曾任臺北縣縣長、內政部部長、交通部部長、中國國民黨秘書長、中國國民黨副主席等職。

## 從政經歷
林豐正出身於臺北縣板橋市（今新北市板橋區），早年是中國國民黨刻意栽培的接班人之一。早年在救國團服務，後轉任臺北縣民政局局長長後又轉任社會科長，六十九年林豐正突然被調往臺南縣擔任縣黨部主委，任內輔選立委大勝，國民黨第二年就提名他參選臺北縣縣長。林豐正曾經表示這一生最大的心願就是擔任縣長，爾後對政治不再有任何企圖心 。但林豐正在卸任縣長後，官運反而亨通，從臺灣省民政廳長、國民黨省黨部主委、臺灣省政府秘書長、副省長、中選會主委、內政部長、交通部部長一路做到中國國民黨秘書長。曾為中國國民黨副主席。

### 內政部長任內
1996年時任台灣省副省長的林豐正接下內政部長職務後離開省府，意外成為李登輝凍省政策的執行者，儘管當時仍然扮演李連陣營和宋楚瑜溝通的窗口，但是林豐正與宋楚瑜的省府團隊也漸行漸遠，終至決裂 。在內政部長任內，發生過幾件重大刑事案件，如白曉燕命案、桃園縣長劉邦友官邸血案及彭婉如命案。由於治安敗壞，使得五萬多人走上台北街頭抗議。林豐正因而為此下台。同時也促成連戰內閣改組 。

### 交通部長任內
1998年林豐正接替因為大園空難下台的蔡兆陽，任內曾積極的促成與台灣高鐵公司的BOT案簽約。但是，由於當年交通部對高鐵運量評估約每天18萬人次，至2007年開始營運後，實際運量只有8萬人次。如此運量評估的失準，使得台灣高鐵公司虧損連連，而使高鐵董事長殷琪於2009年下台。至於高鐵則由2009年殷琪下台後開始成長，到2011年平均日載客量目前已達12萬人，周末與連續假期更有每天15、16萬人的水準。
為此，林豐正曾為自己當年的政策辯護。林豐正指出，契約裡面的總經費為新台幣4200億元，其中，政府協助融資2800億元，這是由當時主辦的交通銀行、台灣銀行等銀行團、交通部、與台灣高鐵等3方面的協議，3方同意按照這份協議處理融資。林豐正強調，「高鐵一定要繼續營運」，不過，對於高鐵今天出現的問題，他歸納出兩大究責部分，一是，原始的投資人沒有按照既有的規定出錢，反而拚命找政府出資，甚至到外面釋股，釋出特別股；第二則是民進黨執政濫權，超越融資，原本總融資2千多億元，卻融資3千多億元  。

### 國民黨秘書長任內
2000年國民黨敗選失去政權，林豐正受到連戰主席的重用擔任國民黨秘書長。五年任職期間，林豐正處理黨務瘦身的工作、黨產的處理、快速應變臺灣團結聯盟與親民黨成立後的分裂危機，而且也重用不少黨外的名嘴，如陳文茜，企圖為國民黨改變社會形象。另外，他也是第一位國民黨現職秘書長參訪中國大陸地區，為日後連戰訪問中國大陸地區鋪路。
2001年獲第一屆國立臺北大學傑出校友。

## 外部連結
- 林豐正副主席 （页面存档备份，存于）

| 中華民國政府職務                   | 中華民國政府職務                                                         | 中華民國政府職務                   |
| ---------------------------------- | ------------------------------------------------------------------------ | ---------------------------------- |
| 臺北縣政府                         |                                                                          |                                    |
| 前任： 武增文（代理） 正任：邵恩新 | 台北縣縣長 第十、十一屆 1981年12月20日－1989年12月20日                   | 繼任： 尤清                        |
| 行政院                             |                                                                          |                                    |
| 前任： 黃昆輝                      | 內政部部長 第二十任 1996年6月10日－1997年5月15日                         | 繼任： 葉金鳳                      |
| 前任： 黃昆輝                      | 中央選舉委員會主任委員 第八任，內政部長兼任 1996年6月10日－1997年5月15日 | 繼任： 葉金鳳                      |
| 前任： 蔡兆陽                      | 交通部部長 第十七任 1998年4月1日－2000年3月27日                          | 繼任： 陳世圯（代理） 正任：葉菊蘭 |
| 政党职务                           |                                                                          |                                    |
| 中國國民黨                         |                                                                          |                                    |
| 前任： 黃昆輝                      | 中國國民黨秘書長 第十四任 2000年3月20日－2005年7月27日                   | 繼任： 詹春柏                      |